# New Berlin (Pennsylvanie)
Pour les articles homonymes, voir New Berlin.
New Berlin est un borough situé au sud du comté d'Union, en Pennsylvanie, aux États-Unis,. En 2010, il comptait une population de 873 habitants, estimée au 1er juillet 2020 à 978 habitants. Le borough est fondé en 1783 et incorporé le 18 juin 1795. New Berlin est le siège du comté d'Union, de 1813 à 1855.

## Démographie
Lors du recensement de 2010, le borough comptait une population de 873 habitants. Elle est estimée, en 2020, à 978 habitants.

### Source de la traduction
- (en) Cet article est partiellement ou en totalité issu de l’article de Wikipédia en anglais intitulé « New Berlin, Pennsylvania » (voir la liste des auteurs).